# Wilhelm Julius Valentin
Wilhelm Julius Valentin (* 1876 in Berlin; † 1935 in Zürich) war ein deutscher Industrieller.

## Leben
Valentin stammte aus der jüdischen Familie des Industriellen Julius Valentin (1840–1921), der zunächst Mitte der 1860er Jahre gemeinsam mit Emil Rathenau eine kleine Maschinenfabrik kaufte und führte; das Unternehmen wurde nach der Gründerkrise 1873 aufgegeben. 1897 erwarb Valentin das Röhrenhandelsgeschäft H. Rosenthal und baute es aus, mit dem Hauptsitz und einer Fabrikation in Berlin und Handelsniederlassungen in Düsseldorf, Hamburg und Frankfurt am Main. Er konvertierte mit seiner Familie 1893 zum Christentum und engagierte sich seit den 1890er Jahren als ehrenamtlicher Handelsrichter, seit 1903 als Kommerzienrat.
Valentin besuchte 1902 gemeinsam mit seinem Bruder Martin (1869–1932) die USA und Kanada und heiratete 1908 Margarete Marx. Das Paar hatte vier Kinder. 1912 trat er in das Unternehmen seines Vaters ein.
Valentin veranlasste 1920 die Änderung des Unternehmensnamens „Valentin Röhren und Eisen GmbH“ und führte die Firma im Sinne seines Vaters weiter. Darüber hinaus engagierte er sich in den Aufsichtsräten weiterer Unternehmen. Er wurde 1930 Honorarkonsul von Jugoslawien. Das Unternehmen geriet in der Weltwirtschaftskrise in Schwierigkeiten, die Familie hatte seit Hitlers Machtergreifung zunehmend Probleme. Im April 1933 reiste Valentin in die Schweiz und kehrte nicht mehr nach Deutschland zurück. 1934 wurde ihm sein Amt als Generalkonsul aberkannt. 1935 starb Valentin. Seine Ehefrau reiste mit seiner Urne nach Berlin, um sie auf dem Luisenfriedhof beisetzen zu lassen.
Valentins Söhne Eberhard und Ruprecht konnten sich nach England und Konrad in den USA in Sicherheit bringen. Der Tochter Anne und ihrer Mutter gelang es 1936 nach Südafrika zu emigrieren. Anne ist die Großmutter des Violinisten Daniel Hope.